# Дудіно (Велізький район)
Дудіно (рос. Дудино) — присілок Велізького району Смоленської області Росії. Входить до складу Будницького сільського поселення. Населення — 1 особа (2007 рік).